# David Tejada de Rivero
David Alejandro Tejada de Rivero (Arequipa, 27 de febrero de 1929-Lima, 4 de noviembre de 2018) fue un médico empresario y político peruano.

## Biografía
Hijo de David Tejada Mercado y María Luisa de Rivero Vargas Cañas. Nació en Arequipa en 1929. Su padre fue un reconocido izquierdista y su madre dirigente femenina del APRA.
A los 15 años ingresó a la Facultad de Medicina San Fernando de la Universidad Nacional Mayor de San Marcos en la cual estudió medicina. 
Por su actividad en aprista fue encarcelado y deportado a Chile. Culminó sus estudios en la Universidad de Concepción, en donde fue presidente de la Federación de Estudiantes. De regreso en el Perú obtuvo el título profesional en San Marcos.
Realizó una maestría en salud pública en la Universidad de Carolina del Norte en Chapel Hill con honores Delta Omega. Realizó el programa de alto mando en el Centro de Altos Estudios Militares. Siguió cursos de postgrado en ciencia política en la Universidad de Brasilia.
En 1957 ingresó a trabajar al Ministerio de Salud como jefe de la unidad de Salud en Lince, Lima. En 1959 fue nombrado como asesor técnico del despacho ministerial.
Fue jefe del Programa de Estadística de Salud. En 1962 fue director de la Oficina Sectorial de Planificación.
En 1965 comenzó sus labores en la Organización Panamericana de la Salud (OPS) como consultor en Brasil hasta 1969.
En 1969 regresó al Perú como director superior de Salud en el Ministerio de Salud por unos pocos meses, luego viajó a Washington D. C. como consultor en planificación en la OPS y en 1970 fue nombrado director del Centro Panamericano de Planificación de Salud de la OPS/OMS en Santiago, Chile.
Ha sido profesor en distintas universidades, entre ellas la Universidad Nacional Federico Villarreal, la Universidad Antonio Ruiz de Montoya.
Falleció en noviembre de 2018 a los 89 años.

### Subdirector de la OMS
En 1974 fue designado como subdirector de la Organización Mundial de la Salud por el director general Halfdan T. Mahler, con sede en Ginebra, Suiza. En este tiempo, fue coordinador de la Conferencia Internacional sobre Atención Primaria de Salud de Almá-Atá realizada en Kazajistán en 1978 que logró desarrollar la Declaración de Almá-Atá con 3000 delegados de 134 países y 67 representantes de organismos internacionales. Se desempeñó en el cargo hasta 1985.

## Ministro de Salud
En julio de 1985 regresó a Lima para ser designado como ministro de Salud en el primer gobierno de Alan García. Permaneció en el cargo hasta junio de 1987. Durante su gestión se crearon dos viceministerios, uno sectorial y otro institucional. El primero se encargaba de los asuntos internos y el segundo de la coordinación con otras instituciones.
En junio de 1987 el ministro Tejada viajó a Washington D. C. para reunirse con los representantes de los organismos internacionales de salud; sin embargo, a los pocos días su renuncia fue aceptada y la diputada Ilda Urizar Peroni nombrada como ministra de Salud.
Tejada comenzó a trabajar para UNICEF como consultor para programas de inversión en alimentación y salud en el sur del Perú.
En mayo de 1989 mientras se encontraba como consultor en Tacna ocurrió la crisis del gabinete ministerial de Armando Villanueva y fue anunciado como nuevo presidente del Consejo de Ministros Luis Alberto Sánchez. El premier adelantó los nombres de los nuevos ministros, entre ellos Tejada en Salud. 
En mayo de 1989 juramentó como ministro de Salud. Durante este tiempo Tejada anunció la nacionalización de los medicamentos de primera necesidad; sin embargo, la industria farmacéutica era gran inversionista en medios de comunicación lo que ocasionó una presión en el gobierno. Tejada renunció al cargo en octubre de 1989.

## Publicaciones
- 1985, Atención Primaria de Salud y Ampliación de la Cobertura.
- 1986, Marco conceptual de la participación popular en la política nacional de salud.
- 2003, Alma Alta Revisited.

## Reconocimientos
- Doctor honoris causa por la Universidad Nacional Mayor de San Marcos.
- Héroe de la Salud Pública en las Américas de la Organización Panamericana de la Salud.